# Acid perbromic
Acidul perbromic este un acid anorganic cu formula chimică HBrO4. Sărurile acestui acid se numesc perbromați. Este un compus instabil.